# Kumlah Island
Kumlah Island är en ö i Kanada.   Den ligger i Regional District of Mount Waddington och provinsen British Columbia, i den sydvästra delen av landet, 3 700 km väster om huvudstaden Ottawa. Arean är 0,32 kvadratkilometer.
Terrängen på Kumlah Island är platt. Öns högsta punkt är 61 meter över havet. Den sträcker sig 0,6 kilometer i nord-sydlig riktning, och 1,3 kilometer i öst-västlig riktning.